# 만석거
만석거(萬石渠)는 대한민국 경기도 수원시 장안구 송죽동에 있는 저수지이다. 2006년 12월 26일 수원시의 향토유적 제14호로 지정되었다. 일명 일왕저수지(日旺貯水池)로 불렸으나 2020년에 공식적으로 만석거로 명칭이 환원되었다.

## 개요
만석거는 장안문 북쪽의 황무지를 개간하고 안정된 농업경영을 위한 수리시설로서 1795년(정조 19) 축조되었으며 '일왕저수지'나 '조기정방죽', '북지' 등으로 불리기도 한다. 만석거는 정조 때 최신의 수문과 수갑을 설치하였으며, 여기에 모인 물을 농업용수로 이용하여 대규모 농장인 대유둔(北屯)을 설치하여 풍요로움을 누리고자 했던 곳이다. 저수지 가운데는 작은 섬을 두어 화목을 조화롭게 심고, 호수에 연꽃을 심었으며, 호수 남단의 약간 높은 곳에는 정자인 영화정(迎華亭)을 세워 만석거 부근을 조망할 수 있도록 배치하였다. 만석거는 예로부터 농업용수로 중요하게 사용되었고, 주변 경관 또한 아름다워 누렇게 익은 벼가 황금 물결을 이루는 풍경은 ‘석거황운(石渠黃雲)’이라하여 ‘수원 추팔경’(수원의 아름다운 가을 풍경)에 하나로 꼽았다.